# Bagnoli di Sopra Cabernet classico
Il Bagnoli di Sopra Cabernet classico è un vino DOC la cui produzione è consentita nella provincia di Padova.

## Caratteristiche organolettiche
- colore: rosso rubino intenso, tendente al rosso mattone o al granato con l'invecchiamento
- odore: vinoso, caratteristico con profumo più intenso se invecchiato
- sapore: asciutto, pieno, talora erbaceo, equilibrato, tannico, di corpo, austero e vellutato se invecchiato

## Produzione
Provincia, stagione, volume in ettolitri
- Padova  (1995/96)  350,0
- Padova  (1996/97)  420,0